# Гиндарх
Гиндарх (азерб. Hindarx) — посёлок городского типа в Гиндархском административно-территориальном округе Агджабединского района Азербайджана. Второй по величине населённый пункт Агджабединского района после райцентра, города Агджабеди.
Уроженцами Гиндарха являются:  Этибар Исмаилов (1964—1994) — азербайджанский разведчик, Национальный герой Азербайджана и  Заур Джаваншир — генерал-майор Вооружённых сил Азербайджана, Герой Отечественной войны Азербайджана.

## Этимология
Существует много версий происхождения названия села. Большая часть из них — народные легенды.
Согласно первой из версий, село основано индусом, приходившимся свояком знаменитому азербайджанскому поэту Физули, который провёл канал (азерб. arx) из села Боят в село Гиндарх.
По второй версии село основано неким Вели по прозвищу Хинд (с азерб. — «индийский, индус»), который провёл канал из села Боят.
По третьей версии, которой придерживается большинство исследователей, название происходит от слова хинд, обозначающего на некоторых диалектах азербайджанского языка чёрный, и слова арх (с азерб. — «канал»), то есть — чёрный канал. Местные жители также называют протекающий вблизи канал Карасу (с азерб. — «чёрная вода»).

## История
Село основано в XVI веке.
Село Гиндарх, согласно административно-территориальному делению Елизаветпольской губернии, относилось к Гиндархскому сельскому обществу Шушинского уезда. В мае 1912 года в селе открылось почтовое отделение с приёмом внутренних телеграмм для отсылки их почтой в ближайшее телеграфное отделение.
Согласно результатам Азербайджанской сельскохозяйственной переписи 1921 года, Гиндарх входил в одноимённое сельское общество Шушинского уезда Азербайджанской ССР. Численность населения составляла 1107 человек (315 хозяйств), преобладающей национальностью являлись тюрки азербайджанские (азербайджанцы).
В 1926 году согласно административно-территориальному делению Азербайджанской ССР село относилось к дайре Агджабеды Агдамского уезда.
После реформы административного деления и упразднения уездов в 1929 году был образован Гиндархский сельсовет в Агджабединском районе Азербайджанской ССР.
Согласно административному делению 1961 и 1977 годов село Гиндарх входило в Гиндархский сельсовет Агджабединского района Азербайджанской ССР.
В 1999 году в Азербайджане была проведена административная реформа и внутри Гиндархского административно-территориального округа был учреждён Гиндархский муниципалитет Агджабединского района.
23 октября 2007 года селу Гиндарх присвоен статус посёлка.

## География
Гиндарх расположен в Карабахской степи.
Посёлок находится в 24 км от райцентра Агджабеди и в 301 км от Баку. Ближайшая железнодорожная станция — Агдам (действующая — Халадж).
Село находится на высоте 110 метров над уровнем моря.

## Население
| Численность населения | Численность населения | Численность населения | Численность населения | Численность населения | Численность населения |
| 1886                  | 1970                  | 1979                  | 1986                  | 1999                  | 2009                  |
| --------------------- | --------------------- | --------------------- | --------------------- | --------------------- | --------------------- |
| 918                   | ↗4277                 | ↗5071                 | ↗5889                 | ↗7293                 | ↗7952                 |

В 1886 году в селе проживало 918 человек, в основном — азербайджанцы (в источнике — «татары»), по вероисповеданию — мусульмане-шииты.
Согласно Кавказскому календарю на 1910 г., население села к 1908 г. составляло 1500 человек, в основном азербайджанцев, указанных «татарами».
В 1970 году в селе помимо азербайджанцев проживали 16 русских и украинцев, 9 армян, 5 лезгин, 2 аварца и по одному удину, цахуру и татарину. В 1979 году в селе помимо азербайджанцев проживало 2 русских.
Население преимущественно занимается хлопководством, животноводством и выращиванием зерна.

## Известные уроженцы
- Рзаев, Шабан Мехти оглы (1938—2007) — хлопковод, Герой Социалистического Труда.
- Исмаилов, Этибар Байлар оглы (1964—1994) — азербайджанский разведчик, Национальный герой Азербайджана.

## Климат
| Показатель                                                                                 | Янв. | Фев. | Март | Апр. | Май  | Июнь | Июль | Авг. | Сен. | Окт. | Нояб. | Дек. | Год  |
| ------------------------------------------------------------------------------------------ | ---- | ---- | ---- | ---- | ---- | ---- | ---- | ---- | ---- | ---- | ----- | ---- | ---- |
| Средний суточный максимум, °C                                                              | 6,5  | 7,5  | 11,4 | 19,0 | 23,8 | 28,4 | 31,9 | 31,0 | 26,5 | 20,5 | 13,7  | 8,7  | 19,1 |
| Средняя температура, °C                                                                    | 2,7  | 3,7  | 7,1  | 13,7 | 18,5 | 23,0 | 26,3 | 25,2 | 21,3 | 15,8 | 9,7   | 4,9  | 14,3 |
| Средний суточный минимум, °C                                                               | −1   | −0,1 | 2,9  | 8,5  | 13,2 | 17,7 | 20,7 | 19,5 | 16,2 | 11,2 | 5,8   | 1,2  | 9,5  |
| Норма осадков, мм                                                                          | 20   | 25   | 30   | 44   | 56   | 45   | 19   | 21   | 24   | 44   | 29    | 28   | 385  |
| Источник: https://en.climate-data.org/asia/azerbaijan/agcab%C9%99di-rayonu/hindarx-997870/ |      |      |      |      |      |      |      |      |      |      |       |      |      |

Среднегодовая температура воздуха в селе составляет +14,3 °C. В селе полупустынный климат.

## Инфраструктура
В советское время в селе располагались животноводческий комплекс, 1 средняя и 3 восьмилетних школы, 2 клуба, библиотека, детский сад, больница, родильный дом, медицинский пункт.
В селе расположены хлопкоочистительный завод АООТ «Ağcabədi-Pambıq», сервис по обслуживанию сельскохозяйственных машин ОАО «Ağcabədi Aqrotexservis» (бывшая Гиндархская МТС), почтовое отделение, полная средняя и 2 неполных средних школы, музыкальная школа, детский сад, дом культуры, клуб, 2 библиотеки, больница, родильный дом, мечеть, парк культуры и отдыха, памятник погибшим соотечественникам в Великой Отечественной войне.

## Памятники культуры и истории
В селе расположены:
- курган Казан-тепе (бронзовый век)
- курган Геруш-тепе (бронзовый век)
- курган Кабиристанлык-тепе (бронзовый век)
- курган Касум-тепе (бронзовый век)
- курган Куш-тепе (бронзовый век)
- ряд безымянных курганов (бронзовый век)
- древнее поселение Чаккалы-тепе (энеолит, ранний и средний бронзовый век)
- древнее поселение Яшлы-тепе (энеолит)